# Municipio de Mill Creek (condado de Scott)
Mill Creek Township es una subdivisión territorial del condado de Scott, Arkansas, Estados Unidos. Según el censo de 2020, tiene una población de 324 habitantes.
Es una subdivisión exclusivamente geográfica, por cuanto el estado de Arkansas no utiliza la herramienta de los townships como municipios.

## Geografía
Está ubicada en las coordenadas 34°42′38″N 94°1′29″O / 34.71056, -94.02472. Según la Oficina del Censo, tiene una superficie total de 205.22 km², de los cuales 204.72 km² corresponden a tierra firme y 0.50 km² están cubiertos de agua.

## Demografía
Según el censo de 2020, hay 324 personas residiendo en la zona. La densidad de población es de 1.58 hab./km². El 87.35 % de los habitantes son blancos, el 0.31 % es afroamericano, el 0.62 % son asiáticos, el 1.54 % son amerindios y el 10.19 % son de una mezcla de razas. Del total de la población, el 3.70 % son hispanos o latinos de cualquier raza.